# 베트남의 대외 관계
2023년 12월 기준, 베트남은 191개 국가와 외교관계를 수립하였다.

## 상세
1986년 도이 머이 프로그램의 채택 이후 베트남의 외교정책은 더 이상 베트남, 캄보디아, 라오스 3개국의 "특별한 주권관계"의 보전을 최우선 과제로 삼지 않고 있다. 장기간의 캄보디아 내전 개입으로 베트남은 국가건설과 발전에 입은 손실이 너무 크다는 데에 비단 사회뿐만 아니라 지도층 엘리트 사이에도 광범위한 공감대가 형성되어 있고, 이는 과거의 군사적 대응을 통한 반외세, 팽창적 기조보다는 국가주권의 보호와 실질적 실현을 위한 물적 토대와 대외 환경의 조성이 베트남의 새로운 안보정책의 목표가 되어야 한다는 변화의 배경이 되었다.
베트남은 과거의 "적(敵)"들과의 관계를 모색하면서 지역안보의 최대 위협으로부터 지역안정의 새로운 지지자와 최대 수혜자로 변모해 왔다. 1989년 캄보디아로부터 철수 이후, 베트남은 아세안, 유럽, 동아시아 국가들과의 관계 개선을 적극적으로 모색하였다. 1991년 중국과 수교한 후, 1992년 중국과 남사군도 영유권을 놓고 분쟁도 있었으나, 1999년에는 대륙국경 협정을, 2000년 12월에는 통킹만 국경협정을 체결하였다. 
또 1995년 1월 독일과 정치·경제 협정을 체결하였으며, 동 4월에는 오스트리아와 4개 경제협정을 체결했다. 대한민국과는 1992년 수교했다. 수단과는 1969년 8월 26일에 외교관계를 수립하였다.
한편 유엔 등 국제기구들에 대한 외교도 활발히하여 1976년 9월 국제통화기금(IMF) 및 세계은행(IBRD)에 가입했으며 1995년 7월에는 아세안(ASEAN)의 7번째 회원국이 되었다.베트남은 2007년 1월 세계무역기구(WTO)에 가입했으며 이 기구의 150번째 회원국이다.

## 베트남-한국 관계
한국과 베트남의 관계는 13세기에 베트남의 왕족이 고려에 귀화한 것으로 시작된다. 베트남 전쟁 당시, 박정희정부는 1964년 미국과 남베트남 정부의 요청으로 경제발전과 안보논리를 내세워 남베트남 진영으로 연인원 32만여명의 군대를 파병하여, 5,000명이 넘는 많은 사망자와 사상자가 발생하였고 여전히 고엽제 피해 등 후유증을 안고 있다. 베트남은 대한민국을 모델로 한 경제개발과 사회발전을 추구하고 있어서, 앞으로 베트남과 대한민국 간에 활발한 교류와 협력이 이루어질 것으로 전망된다. 대한민국의 대(對)베트남 수출은 96억 52,07만 USD, 베트남의 대(對)대한민국 수출은 33억 3081만 USD(각 2010년)에 달하여, 베트남은 대한민국에 있어서 제9위의 수출국, 제28위의 수입국이다.

## 베트남-일본 관계
일본과 베트남의 관계는 최소한 16세기까지 거슬러 올라가는데, 그때 두 나라는 상호 우호적인 교역을 하였다. 제2차 세계 대전 시에 일본은 베트남을 무력으로 점령하기도 하였다. 현재, 양국의 관계는 베트남의 경제 발전과 일본의 투자자, 원조자로서의 역할에 기초하고 있다.

## 베트남-중국 관계
베트남은 기원전 111년에 한나라에 복속되었다. 이로부터 10세기까지 간헐적인 독립 운동을 제외하고는 중국 세력의 통치가 지속되었다.
기원전 206년 진나라가 멸망한 후, 중국 대륙에는 한나라가 들어섰다. 그러자, 기원전 203년 진나라의 장수였던 찌에우 다가 번우(현, 광저우)를 수도로 하여 남월국을 건국하고, 남월 무왕(南越武王)을 자칭을 하였다. 독립 세력으로 성장한 찌에우 다는 남쪽으로 눈을 돌려 안드엉브엉의 툭판 왕조를 물리치고 아우락 부족을 남월국에 통합시켰다. 남월국은 최전성기에 오늘의 광둥성, 광시 좡족 자치구의 대부분과 푸젠 성, 후난 성, 구이저우 성, 윈난 성의 일부와 베트남 북부를 포함한 광대한 지역에 이르고 있었다. 남월국은 기원전 111년 한나라의 한 무제에 의해 멸망하였으므로 베트남 북부 지역도 한나라의 지배에 들어가게 되었다. 후한(23년~220년) 초기, 베트남에서 독립을 위한 투쟁을 했는데, 이것이 쯩 자매의 운동이다. 한나라를 재건한 광무제는 41년 복파장군 마원(馬援)을 보내었다. 마원은 42년에 쯩 자매를 처형하고 베트남 내의 중국의 통치권을 확립하려 하였고 잔당 토벌 중 쯩 자매의 무리를 토벌하려던 41년의 전쟁 때 걸린 열병으로 49년 진영 내에서 사망했다.
938년 전쟁 끝에 중국에서 독립한 이래, 재복속을 노리는 몽골 제국, 명나라와 계속 전쟁을 벌여왔다. 939년 베트남의 응오꾸옌이 바익당 강(베트남어: Bạch Đằng River)에서 남한(南漢)을 물리치고 10세기 이후에는 중국의 지배로부터 독립을 쟁취하였다. 또한 한 세기 후에는 완전한 자치권도 얻어냈다. 나라 이름은 다이비엣이라 하였고, 리 왕조와 쩐 왕조 시기에 황금기를 맞이하였다. 쩐 왕조 통치 동안 쩐흥다오는 원나라에 의한 몽골인의 침입을 무려 세 번(1285년과 1288년)씩이나 물리쳤다.
호 왕조를 거치면서 중국의 명나라의 영락제의 침략에 의해 한동안 정복당해 탄압받았으나, 레 왕조를 세운 레로이(Lê Lợi)가 이를 회복하였다. 베트남은 15세기 레 왕조 시기에는 절정에 달하였는데, 특히 레탄똥 황제의 통치(1460년–1497년) 때 그러하였다. 레 왕조가 끝날 무렵, 민중 봉기가 베트남을 뒤덮었다. 먼저, 중국의 힘을 업고 막 왕조(Mạc, 莫)가 레 왕조의 힘에 도전하였다. 막 왕조를 패퇴시킨 뒤 레 왕조는 다시 일어났으나 실질적인 힘이 없었다. 이때 권력은 북부의 찐 왕조(Trịnh, 鄭) 남부의 응우옌 왕조로 분할되었다. 응우옌은 40년 넘게 민중 전쟁에 개입한 인물이었다. 1789년에 하노이까지 진격해 온 청나라 군대를 섬멸한 것은 베트남 역사상 가장 유명한 조국수호의 일화이다. 1979년 2월에는 중국군이 캄보디아 침공의 보복으로 베트남을 공격했다. 그러나 중국은 실전 경험이 풍부한 베트남군에 참패해, 3월에 철수하게 된다. (중국-베트남 전쟁) 역사 문제에서 중국과 갈등을 겪고 있으며 최근 영토 문제로 인해 베트남에서 반중 시위가 일어났다.

## 베트남-캄보디아 관계
베트남과 캄보디아의 양자 관계는 캄보디아-베트남 전쟁(1976년~1990년)으로 인하여 오랫동안 긴장 상태였다. 캄보디아는 동쪽과 남동쪽으로 베트남과 1,137킬로미터에 이르는 국경선으로 맞닿아 있다. 역사적으로 긴 시간 동안, 캄보디아는 베트남의 정치 권력에 지배되어 왔고 베트남의 통치자에게 공물을 바쳐왔다. 1세기~6세기에 지금의 베트남 남부 지역은 매우 세련된 예술 및 건축 양식을 특징으로 하는 인도계 푸난 왕국에 속해 있었다. 푸난인들은 정교한 운하 체계를 갖추어 운송 및 관개용수 공급에 사용했다.:11 1113년, 크메르 제국의 수르야바르만 2세가 즉위 하여 국내를 통일하고, 베트남 남부에 위치한 참파 왕국과 베트남의 리 왕조를 침입하였다. 1177년에는 참파의 대군이 크메르 제국의 수도인 야소다르프라를 공격하여 파괴했다. 1181년, 참파에 원정하고 있던 자야바르만 7세(1181년 - 1220년?)가 귀국해 즉위 했다. 그는 끈질기고 나라 만들기를 진행시켜 1190년에는 숙적 참파를 항복시켰다. 18세기 말에는 베트남에서 일어난 떠이선의 난의 여파로 캄보디아 국토가 황폐화되기도 하였다. 19세기에, 양국은 프랑스령 인도차이나로 편입되었다. 베트남과 캄보디아의 독립운동가들은 독립을 얻기 위하여 제1차 인도차이나 전쟁(1945년~54년) 기간 동안 프랑스군에 맞서 싸우기 위해서 서로 협력했다. 베트남 전쟁 시기에, 남베트남 해방민족전선의 게릴라들은 캄보디아를 거점으로 하여 베트남 내부에서의 공격을 감행하였다. 미군이 철수하고, 1975년에 베트남과 캄보디아에서 공산주의자가 승리하자, 베트남과 캄보디아 뿐만 아니라, 이 나라들의 북부에 이웃한 라오스도 공산주의 통치하에 놓이게 되었다. 서방 세계의 기대와는 달리, 공산주의 체제의 구축은 캄보디아와 베트남을 서로 친밀하게 하지는 않았다. 1962년 제네바 협약은 캄보디아의 정치 세력인 크메르 루즈의 안전을 보장하지 않았는데, 크메르 루즈는 이것 때문에 베트남을 비난하였고 베트남 공산당과 크메르 루즈는 서로 적개심을 키워나갔다.
1970년 3월 17일 친미 론 놀이 시하누크의 외유 중에 쿠데타를 일으켰다. 10월 9일 시하누크 일파를 추방하고 크메르 공화국의 수립을 선언했다. 론 놀은 정권을 취하면서 격렬한 반베트남 캠페인을 실시해 남 베트남 해방민족전선의 지원이 의심되는 캄보디아 거주지 내의 베트남계 주민을 박해, 학살하였다. 이 때문에 시하누크 시대에 50만명이었던 베트남계 주민 중 20만명이 1970년에 베트남에 대량 귀환하는 사태가 계속되었다.
1978년 1월 베트남을 침공한 폴포트는 베트남과 단교를 선언하였다. 그 즈음 베트남은 소련과의 관계를 강화하고 있었는데, 중-소 대립의 구도로부터, 중국과 관계가 깊은 폴 포트 정권과 대립하게 되었다. 5월에는 중앙의 폴 포트에의 반란의 혐의를 둔 동부군 관할구역을 공격해 동부지구의 대량의 크메르루주 장병이 처형되었다. 이 때문에 베트남에는 10수만 명에 달하는 동부지구 지역의 피난민이 유입되었다.
1978년 12월 25일, 베트남군은 망명 캄보디아 난민으로부터 캄프챠 민족구국통일전선을 조직 해 크메르루주 장교로 베트남에 망명한 헨 삼린을 옹립해 폴 포트 타도를 내걸어 캄보디아에 침공했다. 1979년 1월 6일, 베트남군이 프놈펜을 공략 유폐에 가까운 상태에 있던 시하누크는 다시 북경에 도망갔으며, 폴 포트, 이엔 사리 등 크메르루주는 태국 경계 근처까지 쫓겨나게 되었다. 1월 10일 친베트남의 캄프챠 인민공화국(People's Republic of Kampuchea)이 수립되었다. 그러나 헨 삼린이 이끄는 캄보디아 인민당에 의한 정권은 베트남의 괴뢰 정권이라는 이유로 세계 각국의 승인을 얻을 수 없었다. 동년 2월에는 중국군이 캄보디아 침공의 보복으로 베트남을 공격했다. 그러나 중국은 실전 경험 풍부한 베트남군에 참패해, 3월에 철수하게 된다.
1983년 2월에 열린 인도차이나 3국 정상회담에서 베트남군의 부분적 철수가 결의되었지만, 3월에 베트남군은 폴 포트파의 거점을 공격하였다. 1984년 7월의 동남아시아 국가연합 외상 회담에서 캄보디아에 주둔힌 베트남군의 비난 공동선언을 채택하게 된다. 그러나 베트남군은 내전에 계속 개입하여 1985년 1월에 민주 캄프챠 연합정부의 거점을 공략하여, 3월에 시하누크 국왕파의 거점을 제압하였다. 1988년 3월, 베트남 수상 팬 분이 급사하는 정변이 일어나자, 6월에 베트남군은 철수를 시작해 1989년 9월에 철수를 끝내게 된다. 그 결과 당시 수상의 자리에 있던 훈센은 베트남군의 버팀목을 잃고 세력이 약화되어 내전은 더욱 수렁에 빠지게 되었다.
1990년 6월 4일~5일, 도쿄에서 캄보디아 각파가 참가하는 평화를 향한 직접 대화의 장소로서 캄보디아에 관한 도쿄 회의가 개최되었다. 다음해 1991년 10월 23일, 캄보디아 평화 파리 협정이 개최되어 최종 합의문("국제연합 캄보디아 잠정통치기구(UNTAC)"의 설치, 무장해제와 내전 종결, 난민의 귀환, 제헌의회 선거의 실시 등)에 19개국이 승인함으로써 20년에 이르는 캄보디아 내전이 종결되었다. 전쟁이 끝나고 나서, 양국의 관계는 발전되어 왔다. 베트남, 캄보디아 양국은 ASEAN, 메콩-강가 협력(Mekong-Ganga Cooperation)과 같은 다자간 지역 기구의 가맹국이다. 양국은 국경무역을 개시하고 발전시켰다. 양국은 양국간의 무역액을 2010년까지는 27% 증가한 23억달러, 2015년까지는 65억달러로 증대할 공식적인 목표를 세웠다. 2023년, 베트남은 캄보디아에 49억달러의 물품을 수출하였다. 캄보디아는 베트남 물품의 16번째 수입국에 불과하나, 베트남은 캄보디아의 3번째로 큰 수출 시장이다.

## 베트남-인도네시아 관계
인도네시아와 베트남은 둘다 아세안 회원국이다. 인도네시아의 대통령 메가와티 수카르노푸트리는 2003년 6월에 베트남을 방문하였다. 이 때, 양국은 "21세기를 향한 우호 및 실용 협력을 위한 기본 협약()"에 서명하였다. 2005년 5월, 인도네시아의 대통령 수실로 밤방 유도요노가 베트남을 방문하였다. 같은 해 12월에는 양국의 수교 50주년을 기념하는 행사가 양국의 수도에서 펼쳐졌다.

## 베트남-러시아 관계
베트남은 소련과 관계가 깊었던 나라였으나, 소련이 해체되면서 미국과 중국에 가까워지는 양상을 보여왔다. 하지만 최근 러시아와 베트남은 에너지, 광물자원 공동개발협정에 서명하면서 전략적 동반자 관계를 복원했다. 그리고 캄란 만에 러시아가 진출하는 것에도 합의했다.

## 베트남-미국 관계
1964년부터 1975년까지 베트남은 미국과 베트남 전쟁을 치렀기 때문에 원래 미국과 베트남의 관계는 매우 안 좋았으나, 도이 머이의 영향과 중화인민공화국과의 국경 분쟁으로 인해 현재는 친미적인 국가로 탈바꿈하였다. 즉 미국과 매우 안좋은 관계였다가, 미국과 매우 좋은 관계가 되버렸다. 미국과는 1993년 외교관계 수복을 위한 본격적인 노력을 시작하였다. 베트남 정부가 폐쇄적인 사회주의 계획경제의 문제점을 깨닫고 개혁개방정책을 편 이후 미국 기업인과 언론이 베트남과 관계를 개선하라는 압력을 넣자 1994년 2월, 클린턴 행정부는 마침내 1975년 이후 계속되어 왔던 베트남에 대한 무역금지조치를 해제했다. 1995년 1월 양국간에 상호연락사무소가 개설된 데 이어 동 7월 11일에 국교정상화가 이루어졌다. 베트남과 미국은 1998년 3월 잭슨-바니 수정안에 의한 최혜국 대우자격(Jackson-Vanik waiver)을 부여, 2000년 10월 빌 클린턴 대통령의 베트남 방문, 2001년 12월 미국-베트남 상호무역협정 발효 등 대단히 빠르고 실질적인 관계개선의 길을 걸어 왔다. 베트남은 미국의 비토 철회로 세계은행, IMF, 아세안 개발은행, APEC에 가입하는 개방일로의 정책을 지속해 왔다. 두 나라 사이에는 이제 미국 기업의 베트남 진출과 베트남 전쟁 당시 실종된 미군 유해를 찾는 일을 둘러싼 협상이 이루어지고 있다.

## 같이 보기
- 베트남 주재 외국공관 목록
- 베트남의 재외공관 목록